# Campo Novo
Campo Novo là một đô thị thuộc bang Rio Grande do Sul, Brasil. Đô thị này có diện tích 222,103 km², dân số năm 2007 là 5581 người, mật độ 25,13 người/km².